# Skróty i skrótowce używane w NATO – O
- O&M
  - Operation and Maintenance - eksploatacja i obsługa
  - Operations and Maintenance - eksploatacja i obsługa
- O&S
  - Operations and Support - eksploatacja i wsparcie
  - Operationss and Support - eksploatacja i wsparcie

- O - Observation - samolot obserwacyjny
- OA
  - Objective Area - obszar zadania
  - Out of Action - wyłączony z działań
- OACI - International Civil Aviation Organisation - Organizacja Międzynarodowego Lotnictwa Cywilnego
- OAS - Offensive Air Support - ofensywne wsparcie lotnicze
- OAT - Operational Air Traffic - operacyjny ruch lotniczy
- OATC - Operational Air Traffic Controller - kontroler operacyjnego ruchu lotniczego

- OBM - Orbital Ballistic Missile - orbitalny pocisk balistyczny

- OCA
  - Offensive Counter Air
    - ofensywne działania przeciwpowietrzne
    - zaczepne przeciwdziałanie powietrzne

  - Operational Control Authority (naval) - władze operacyjne kontroli marynarki wojennej
- OCDM - Office of Civil and Defence Mobilization - Biuro Mobilizacyjne Sił Cywilnych i Wojskowych
- OCE - Officer Conducting the Exercise - oficer prowadzący etap ćwiczenia
- OCEANLANT - Ocean Sub-Area Atlantic - Oceaniczny Podobszar Atlantyku
- OCM - Super High Frequency - bardzo wysokie częstotliwości
- OCS - Officer Conducting the Serial - oficer odpowiedzialny za daną fazę ćwiczeń

- ODBE - Electronic Order of Battle - elektroniczny rozkaz podjęcia bitwy
- ODL - Seaward Defence Organisation - organizacja obrony wybrzeża

- OEC - Other European Countries - inne kraje europejskie

- OM - Oman - Oman
- OMN - Oman - Oman

- OOA - Out of Area - poza obszarem
- OOB - Order of Battle - rozkaz organizacyjny
- OOV - Object of Verification - obiekt weryfikacji

- OPCOM - Operational Command
  - dowodzenie operacyjne
  - dowództwo operacyjne
- OPCON - Operational Control - kontrola operacyjna
- OPGEN – Operational General Matters – zarządzenie operacyjne
- OPLAN - Operation Plan - plan operacji
- OPLO - NATO Production and Logistics Organization - Organizacja NATO ds. Produkcji i Logistyki
- OPLOH - NATO HAWK Production and Logistics Organisation - Organizacja NATO ds. Produkcji i Logistyki HAWK
- OPTASK – Operational Tasking – instrukcja operacyjna
- OPTASK AAW - Operational Tasking Anti-Air Warfare - rozkaz do obrony powietrznej

- ORBAT - Order Of Battle - organizacja oraz stan sił i środków

- OSCE - Organisation For Security And Co-operation In Europe - Organizacja Bezpieczeństwa i Współpracy w Europie
- OSE - Officer Scheduling the Exercise - oficer odpowiedzialny za realizację etapu ćwiczenia

- OTAN - North Atlantic Treaty Organization - Organizacja Paktu Północnoatlantyckiego
- OTC - Officer In Tactical Command - oficer-dowódca taktyczny
- OTH - Over The Horizon - pozahoryzontalny
- OTHT – Over-The-Horizon Targeting – prowadzenie strzelania poza zasięgiem horyzontalnym
- OTSR - Optimum Track Ship Routing - optymalny kurs okrętu